# Чирешану
Чирешану (рум. Cireșanu) — село у повіті Прахова в Румунії. Входить до складу комуни Баба-Ана.
Село розташоване на відстані 68 км на північний схід від Бухареста, 38 км на схід від Плоєшті, 128 км на захід від Галаца, 102 км на південний схід від Брашова.

## Населення
За даними перепису населення 2002 року у селі проживали 1064 особи, усі — румуни. Усі жителі села рідною мовою назвали румунську.